# 国家反垄断局
国家反垄断局，是中华人民共和国国务院负责反垄断的国务院部委管理的国家局，是国家市场监督管理总局对外保留的牌子。

## 沿革
2021年11月15日，国务院任命中国致公党中央副主席、国家市场监管总局副局长甘霖出任国家反垄断局局长。
11月18日，国家反垄断局正式挂牌成立。国家反垄断局作为国家市场监督管理总局对外保留的牌子。国家市场监督管理总局（国家反垄断局）竞争政策协调司负责政策协调（含查处行政性垄断、公平竞争审查），反垄断执法一司负责垄断协议与滥用市场支配地位案件调查，反垄断执法二司负责经营者集中审查。

## 机构设置
根据有关规定，国家市场监督管理总局在反垄断方面设置下列机构：
- 竞争政策协调司
- 反垄断执法一司
- 反垄断执法二司

## 历任领导
| 局长 - 甘霖（2021年11月15日－2023年11月10日） 副局长 国家市场监督管理总局反垄断总监 …… - 王铁汉（2024年12月－） | 党组书记 党组成员 |